# Coppa d'Austria 2022-2023 (pallavolo femminile)
La Coppa d'Austria 2022-2023, 42ª edizione della coppa nazionale di pallavolo femminile, si è svolta dal 26 ottobre 2022 al 6 febbraio 2023: al torneo hanno partecipato ventotto squadre di club austriache e la vittoria finale è andata per la settima volta all'ASKÖ Linz-Steg.

## Formula
La formula del torneo ha previsto primo turno, ottavi di finale e quarti di finale, semifinali e finale.

## Squadre partecipanti
| - ASKÖ Linz-Steg - ASKÖ Purgstall - ASKÖ Villach - ATSE Graz - Bisamberg - Brückl - Dornbirn | - Eisenerz - Graz - Hartberg - Hausmannstätten - HIB Liebenau - Höchst - Inzing | - Jennersdorf - Klagenfurt - Krottendorf - Mühlviertel - NÖ Sokol/Post - Oberndorf - PSV Salzburg | - Roadrunners - Sankt Pölten - Seekirchen - Ti-Volley Innsbruck - Ti-Volley Innsbruck II - Wolfsberg - Wörther-See-Löwen |

## Torneo

### Tabellone
|  | Ottavi di finale    | Ottavi di finale |  |  | Quarti di finale    | Quarti di finale |                     |   | Semifinali          | Semifinali |                |   | Finale | Finale |  |
|  |                     |                  |  |  |                     |                  |                     |   |                     |            |                |   |        |        |  |
|  | Klagenfurt          | 0                |  |  |                     |                  |                     |   |                     |            |                |   |        |        |  |
|  | Graz                | 3                |  |  | Graz                | 3                |                     |   |                     |            |                |   |        |        |  |
|  | Inzing              | 2                |  |  | ASKÖ Purgstall      | 0                |                     |   |                     |            |                |   |        |        |  |
|  | ASKÖ Purgstall      | 3                |  |  |                     |                  |                     |   | Graz                | 0          |                |   |        |        |  |
|  | Mühlviertel         | 3                |  |  |                     |                  | Ti-Volley Innsbruck | 3 |                     |            |                |   |        |        |  |
|  | Brückl              | 0                |  |  | Mühlviertel         | 0                |                     |   |                     |            |                |   |        |        |  |
|  | Wörther-See-Löwen   | 0                |  |  | Ti-Volley Innsbruck | 3                |                     |   |                     |            |                |   |        |        |  |
|  | Ti-Volley Innsbruck | 3                |  |  |                     |                  |                     |   | Ti-Volley Innsbruck | 0          |                |   |        |        |  |
|  | Hartberg            | 1                |  |  |                     |                  |                     |   |                     |            | ASKÖ Linz-Steg | 3 |        |        |  |
|  | PSV Salzburg        | 3                |  |  | PSV Salzburg        | 1                |                     |   |                     |            |                |   |        |        |  |
|  | Dornbirn            | 2                |  |  | Eisenerz            | 3                |                     |   |                     |            |                |   |        |        |  |
|  | Eisenerz            | 3                |  |  |                     |                  |                     |   | Eisenerz            | 0          |                |   |        |        |  |
|  | Sankt Pölten        | 0                |  |  |                     |                  | ASKÖ Linz-Steg      | 3 |                     |            |                |   |        |        |  |
|  | ASKÖ Linz-Steg      | 3                |  |  | ASKÖ Linz-Steg      | 3                |                     |   |                     |            |                |   |        |        |  |
|  | Hausmannstätten     | 0                |  |  | NÖ Sokol/Post       | 1                |                     |   |                     |            |                |   |        |        |  |
|  | NÖ Sokol/Post       | 3                |  |  |                     |                  |                     |   |                     |            |                |   |        |        |  |

### Risultati

#### Primo turno
| 28 ottobre 2022 Bundesgymnasium Seekirchen, Seekirchen Durata: 1h:01 - Spettatori: ? | Seekirchen             | 0 - 3 | Ti-Volley Innsbruck | 18-25, 15-25, 13-25              |
| 26 ottobre 2022 ASKÖ-Halle Eggenberg, Graz Durata: 1h:50 - Spettatori: ?             | ATSE Graz              | 2 - 3 | Hartberg            | 25-16, 25-23, 17-25, 22-25, 7-15 |
| 26 ottobre 2022 Sportpark Klagenfurt, Klagenfurt Durata: 1h:35 - Spettatori: ?       | Wörther-See-Löwen      | 3 - 1 | ASKÖ Villach        | 15-25, 25-21, 25-14, 27-25       |
| 26 ottobre 2022 Uni-Sport-Zentrum Rosenhain, Graz Durata: 0h:54 - Spettatori: ?      | HIB Liebenau           | 0 - 3 | Klagenfurt          | 9-25, 13-25, 12-25               |
| 26 ottobre 2022 Sporthalle der MS Friesach, Friesach Durata: 1h:08 - Spettatori: ?   | Brückl                 | 3 - 0 | Krottendorf         | 25-17, 25-18, 25-18              |
| 26 ottobre 2022 Sporthalle, Hausmannstätten Durata: 1h:10 - Spettatori: ?            | Hausmannstätten        | 3 - 0 | Wolfsberg           | 25-21, 25-20, 25-17              |
| 26 ottobre 2022 Sporthalle Brigittenau, Vienna Durata: 0h:48 - Spettatori: ?         | Roadrunners            | 0 - 3 | ASKÖ Linz-Steg      | 10-25, 13-25, 11-25              |
| 26 ottobre 2022 BG/BRG Korneuburg, Korneuburg Durata: 1h:09 - Spettatori: ?          | Bisamberg              | 0 - 3 | NÖ Sokol/Post       | 12-25, 22-25, 18-25              |
| 26 ottobre 2022 Sportmittelschule Oberndorf, Oberndorf Durata: 1h:42 - Spettatori: ? | Oberndorf              | 1 - 3 | Inzing              | 16-25, 27-25, 8-25, 19-25        |
| 26 ottobre 2022 Messehalle 1, Dornbirn Durata: 1h:46 - Spettatori: ?                 | Dornbirn               | 3 - 1 | Höchst              | 25-21, 23-25, 25-19, 26-24       |
| 26 ottobre 2022 BORG Jennersdorf, Jennersdorf Durata: 0h:52 - Spettatori: ?          | Jennersdorf            | 0 - 3 | Graz                | 9-25, 17-25, 6-25                |
| 26 ottobre 2022 Uni-Sportinstitut, Innsbruck Durata: 1h:13 - Spettatori: ?           | Ti-Volley Innsbruck II | 0 - 3 | PSV Salzburg        | 23-25, 20-25, 11-25              |

#### Ottavi di finale
| 13 novembre 2022 BG/BRG Lerchenfeld, Klagenfurt Durata: 1h:16 - Spettatori: ?   | Klagenfurt        | 0 - 3 | Graz                | 21-25, 21-25, 17-25               |
| 13 novembre 2022 Messehalle 1, Dornbirn Durata: 1h:40 - Spettatori: ?           | Dornbirn          | 2 - 3 | Eisenerz            | 20-25, 25-23, 25-22, 17-25, 11-15 |
| 13 novembre 2022 Sportpark Klagenfurt, Klagenfurt Durata: 0h:49 - Spettatori: ? | Wörther-See-Löwen | 0 - 3 | Ti-Volley Innsbruck | 7-25, 12-25, 5-25                 |
| 13 novembre 2022 Sporthalle, Hausmannstätten Durata: 0h:54 - Spettatori: ?      | Hausmannstätten   | 0 - 3 | NÖ Sokol/Post       | 16-25, 13-25, 12-25               |
| 13 novembre 2022 HTL Sankt Pölten, Sankt Pölten Durata: - Spettatori: ?         | Sankt Pölten      | 0 - 3 | ASKÖ Linz-Steg      | 7-25, 9-25, 19-25                 |
| 13 novembre 2022 Landessportcenter, Innsbruck Durata: 2h:04 - Spettatori: ?     | Inzing            | 2 - 3 | ASKÖ Purgstall      | 23-25, 15-25, 25-20, 27-25, 11-15 |
| 13 novembre 2022 Bundesschulzentrum, Hartberg Durata: 1h:42 - Spettatori: ?     | Hartberg          | 1 - 3 | PSV Salzburg        | 17-25, 25-16, 18-25, 24-26        |
| 13 novembre 2022 Bezirkssporthalle, Perg Durata: 1h:00 - Spettatori: ?          | Mühlviertel       | 3 - 0 | Brückl              | 25-15, 25-16, 25-13               |

#### Quarti di finale
| 8 dicembre 2022 Sportmittelschule Kleinmünchen, Linz Durata: 1h:36 - Spettatori: ? | ASKÖ Linz-Steg | 3 - 1 | NÖ Sokol/Post       | 26-24, 18-25, 25-13, 25-21 |
| 8 dicembre 2022 Sportzentrum Rif, Hallein Durata: 1h:38 - Spettatori: ?            | PSV Salzburg   | 1 - 3 | Eisenerz            | 18-25, 25-13, 18-25, 24-26 |
| 8 dicembre 2022 Bezirkssporthalle, Perg Durata: 1h:01 - Spettatori: ?              | Mühlviertel    | 0 - 3 | Ti-Volley Innsbruck | 15-25, 10-25, 17-25        |
| 4 dicembre 2022 Raiffeisen Sportpark, Graz Durata: 1h:02 - Spettatori: ?           | Graz           | 3 - 0 | ASKÖ Purgstall      | 25-20, 25-15, 25-14        |

#### Semifinali
| 11 gennaio 2023 Raiffeisen Sportpark, Graz Durata: 1h:21 - Spettatori: ? | Graz     | 0 - 3 | Ti-Volley Innsbruck | 21-25, 19-25, 22-25 |
| 11 gennaio 2023 Sporthalle, Eisenerz Durata: 1h:03 - Spettatori: ?       | Eisenerz | 0 - 3 | ASKÖ Linz-Steg      | 21-25, 18-25, 13-25 |

#### Finale
| 6 febbraio 2023 Universitäts-Sportinstitut, Innsbruck Durata: 1h:13 - Spettatori: 1 111 | Ti-Volley Innsbruck | 0 - 3 | ASKÖ Linz-Steg | 21-25, 25-27, 15-25 |